# La Fraternité ou la Mort
Pour plus de détails, voir Fiche technique et Distribution.
La Fraternité ou la Mort est un téléfilm de 1970 produit par Cinema Center 100 Productions et ayant pour acteur principal Glenn Ford. Le réalisateur Paul Wendkos fut  récompensé en 1971 par la Directors Guild of America pour « outstanding directorial achievement in television » (contribution exceptionnelle à la production télévisuelle).
David Karp a écrit le scénario à partir de son propre roman utilisé auparavant pour un épisode de Studio One en 1958.
Le film relate comment un professeur émérite d'économie, le Pr. Andrew Patterson, découvre que la fraternité d’élite qu'il avait rejointe vingt-deux ans auparavant, avant d'entrer à la faculté, est une cabale de banquiers et d'hommes d'affaires qui obtient richesse et pouvoir de par ses méfaits.

## Résumé
Vingt-deux ans après avoir été initié dans la société secrète connue sous le nom de « fraternité du clocher » ou « le clocher », le Pr. Andrew (« Andy ») Patterson (Glenn Ford) est convoqué pour parrainer une nouvelle recrue, Phillip Everest Dunning (Robert Pine). L'initiation a lieu dans la « chambre secrète du clocher » située dans la maison de la fraternité Beta Epsilon Lambda de l'université St-George à San Francisco, au lever du jour. Pattersson est reçu froidement par le surveillant des lieux, Weber, qui le conduit vers la bibliothèque pour retrouver son propre initiateur Chad Harmon (Dean Jagger) de San Francisco, membre depuis quarante ans.
L'initiation a lieu précisément devant un clocher géant, au centre des pointes d'un compas dessiné sur le sol. Phillip Dunning a étudié des articles et lettres donnés par la fraternité durant toute la nuit. Il reçoit ensuite pour instruction de les remettre à Harmon pour être détruits. Il jure le secret, et rejoint sa place à l'est du compas pendant que Haron se met au sud, Patterson à l'ouest, et enfin Weber au nord. Les quatre hommes récitent le sermon de loyauté secret qui se termine par le tintement de la cloche.
En quittant les lieux Chad Harmon donne à Patterson une carte de visite avec une adresse, à rejoindre avant de voler pour Los Angeles. Dans une conversation avec son nouvel initié, il insiste sur le fait qu'il fait désormais partie non d'un simple club mais de l'establishement. Lorsqu'il arrive à l'adresse de la carte, il trouve une maison inhabité dont les meubles sont couverts de poussière. Un grand homme grisonnant lui demande la carte et lui remet en échange deux enveloppes. L'une contient des instructions et l'autre le matériel pour les réaliser. On lui ordonne de n'ouvrir les enveloppes qu'une heure après avoir quitté les lieux.
Chad Harmon dîne dans son bureau lorsque Patterson surgit. Lorsqu'ils sont seuls, Patterson lui parle alors de sa mission : un collègue, le Dr. Constantine Horvathy (Eduard Franz), doit être empêché de prendre le poste de doyen du département de linguistique d'une faculté de l'est des États-Unis. Le matériel consiste en un dossier rempli de photos et CV d'hommes et de femmes originaires d'une nation communiste qui ont aidé Horvathy à passer à l'ouest. Patterson a reçu l'instruction de les envoyer à leur ambassade si Hovarthy refuse de céder. Cependant, Hovarthy est un ami proche de Patterson et de sa femme : Harmon doit calmer Patterson et lui conseille de jouer sur ses sentiments pour éviter de devoir recourir au chantage direct.
Patterson accepte bon gré, mal gré, et va voir Hovarthy avant une conférence du soir. Le Dr. Horvathy refuse de céder, aussi Patterson lui montre le dossier, ce qui le terrifie et le pousse à retourner chez lui pour se donner la mort. M. et Mme Vivian Patterson (Rosemary Forsyth) sont plus tard réveillés par la police qui enquête sur le suicide du docteur. Quand la police s'en va, Pattererson révèle tout à sa femme. Elle lui suggère de demander conseil à son père, Harry Masters (Maurice Evans). Ces deux derniers rencontrent un certain Thaddeus Byrnes, supposé être un agent des « Federal Security Services ». Ils se rencontrent dans un bureau. Patterson remet le dossier à Byrnes sur son insistance.
Constatant que ces événements restent sans suite, Patterson retourne au bureau. Un agent nommé Shephard (Dabney Coleman) l'informe, à son grand étonnement, qu'il n'existe aucun agent Byrnes ni aucune référence au dossier. Harry Masters, contacté par Shephard, nie l'existence de l'entretien et explique que Patterson fait une dépression et a besoin d'un psychiatre.
Enfin lorsque Patterson se rend chez Harry Masters, son beau-père, il le trouve justement avec un psychiatre. Il s'en va en remarquant : « vous êtes un satané menteur, Harry ! ». Patterson découvre par la suite que le département d'économie de son université doit être fermé par le doyen, le Pr. Jerry Fielder (William Smithers), pour insuffisance de fonds. Il est en outre mis sur liste noire et ne peut plus travailler comme enseignant. Par la suite, sa femme Vivian le quitte et il réalise que tout ce que la vie lui a donné était en fait lié à son adhésion à la fraternité.
Patterson donne une conférence de presse et révèle l'existence de la fraternité et de son « contrat » sur Hovarty. Chad Hamon nie tout et la police abandonne l'enquête faute de preuve. Le père d'Andrew, Mike Patterson (Will Geer), ingénieur des travaux publics, est ruiné par un contrôle fiscal et meurt d'un accident cérébral à la suite d'une confrontation avec Harry Masters. Patterson entame alors une croisade contre la fraternité : il se présente à un talk show présenté par Bart Harris (William Conrad). Quand Patterson parle de complot, deux participants un peu excentriques racontent des versions ridicules du même complot. Harris humilie Patterson, l'accusant de faire partie des illuminés connus pour voir des complots partout. Patterson agresse alors Harris et est conduit en prison.
Son salut vient étonnamment d'un ami, le Pr. Fielder, qui le fait libérer et l'emmène chez lui. Il suggère à Patterson de trouver un autre « frère » qui pourrait l'aider. Patterson ne pense qu'à une seule personne, le novice qu'il a initié lui-même, Phillip Dunning. Il part alors à San Francisco et rencontre son novice dans le dortoir, très tôt le matin. Sentant qu'il a échoué, il repart à l'aéroport déçu, mais dans un couloir il entend des pas derrière lui : c'est Dunning qui le rejoint pour retourner à Los Angeles et l'aider comme l'avait suggéré le Pr Fielder.

## Fiche technique
- Titre original : The Brotherhood of the Bell
- Titre français : La fraternité ou la mort
- Durée : 100 minutes
- Pays d'origine :  États-Unis
- Langue : anglais
- Genre : drame, thriller
- Réalisateur : Paul Wendkos
- Producteur : David Karp
- Producteur exécutif : Hugh Benson
- Scénariste : David Karp
- Musique : Jerry Goldsmith
- Photographie : Robert B. Hauser
- Montage : Carroll Sax
- Distribution : CBS Television et Warner Bros. Pictures
- Distribution des rôles : Hoyt Bowers
- Direction artistique : William Craig Smith
- Décors : Ray Molyneaux (crédité au générique sous le nom de Raymond Molyneaux)
- Costumes : Constance Edney (créditée au générique sous le nom de Connie Edney) et Richard Egan
- Son : Jerry Kosloff (crédité au générique sous le nom de Jerry Kosloff Sr.)
- Date de première diffusion :
  -  États-Unis : 17 septembre 1970

## Distribution
- Glenn Ford (VF : Roland Ménard) : le professeur Andrew Patterson
- Rosemary Forsyth (VF : Nicole Favart) : Vivian Masters Patterson
- Dean Jagger (VF : Raymond Loyer) : Chad Harmon
- Maurice Evans (VF : Claude Joseph) : Harry Masters
- Will Geer (VF : Jean Michaud) : Mike Patterson
- Eduard Franz (VF : Philippe Dumat) : le Dr Konstantin Horvathy
- William Conrad (VF : Henry Djanik) : Bart Harris
- Robert Pine (VF : Georges Poujouly) : Phillip Dunning
- William Smithers (VF : Marc Cassot) : le Dr Jerry Fielder
- Logan Field (VF : Jean-Louis Maury) : Thaddeus (Lionel en VF) Burns
- Dabney Coleman (VF : Bernard Murat) : l'agent Shephard
- James McEachin (VF : Michel Derain) : l'inspecteur de police
- Virginia Gilmore (VF : Maria Tamar) : la femme antisémite (non créditée)
- Mark Roberts (VF : Yves Barsacq) : le procureur Hazelton (non crédité)